# Sportovní Klub Dynamo České Budějovice
O SK Dínamo České Budějovice é uma equipe de futebol da cidade de České Budějovice (conhecida em alemão como Budweis), na região da Boêmia, na República Tcheca. Foi fundado em 1899, e suas cores são rosa e preto. Foi nesta equipe que foi revelado o talentoso jogador tcheco Karel Poborský, que encerrou a carreira como atleta, dirigente e acionista majoritário ao mesmo tempo, em 2007, e atualmente é presidente do clube.
Disputa suas partidas no E.ON Stadion, em České Budějovice, que tem capacidade para 6.708 espectadores.
A equipe compete atualmente na primeira divisão do Campeonato Tcheco, no qual nunca obteve uma colocação de muito destaque. Sua melhor colocação foi o sexto lugar em 1993/94 e 1996/97. Na Copa da República Tcheca, já foi semifinalista em 2003 (perdendo pro Teplice nos pênaltis) e em 2007 (perdendo pro Jablonec 97 também nos pênaltis).
Já na Copa da Tchecoslováquia, também chegou a duas semifinais (ou nas finais da região Tcheca): Em 1985 perdeu para o Dukla Praga por 3 a 1, e em 1991 perdeu para o Baník Ostrava por 4 a 2.
Nunca disputou uma grande competição européia.

## Nomes
- 1899 — SK České Budějovice (Sportovní kroužek České Budějovice)
- 1903 — SK Slavia České Budějovice (Sportovní klub Slavia České Budějovice)
- 1905 — SK České Budějovice (Sportovní klub České Budějovice)
- 1949 — TJ Sokol JČE České Budějovice (Tělovýchovná jednota Sokol Jihočeské elektrárny České Budějovice)
- 1951 — TJ Slavia České Budějovice (Tělovýchovná jednota Slavia České Budějovice)
- 1953 — DSO Dynamo České Budějovice (Dobrovolná sportovní organizace Dynamo České Budějovice)
- 1958 — TJ Dynamo České Budějovice (Tělovýchovná jednota Dynamo České Budějovice)
- 1991 — SK Dynamo České Budějovice (Sportovní klub Dynamo České Budějovice)
- 1992 — SK České Budějovice JČE (Sportovní klub České Budějovice Jihočeská energetická, a.s.)
- 1999 — SK České Budějovice (Sportovní klub České Budějovice, a.s.)
- 2004 — SK Dynamo České Budějovice (Sportovní klub Dynamo České Budějovice, a.s.)

## Elenco
Nota: Bandeiras indicam equipe nacional, conforme definido pelas regras de elegibilidade da FIFA. Os jogadores podem ter mais de uma nacionalidade não-FIFA.
| N.º |         | Posição | Jogador                |
| --- | ------- | ------- | ---------------------- |
| 1   | Chéquia | G       | Pavel Kučera           |
| 3   | Chéquia | D       | David Horejš (captain) |
| 4   | Chéquia | M       | Milan Nitrianský       |
| 6   | Chéquia | D       | Roman Lengyel          |
| 7   | Chéquia | M       | Petr Benát             |
| 9   | Chéquia | M       | Rudolf Otepka          |
| 10  | Chéquia | M       | Pavel Mezlík           |
| 11  | Rússia  | M       | Grigori Chirkin        |
| 12  | Chéquia | D       | Michal Žižka           |
| 13  | Chéquia | A       | Zdeněk Ondrášek        |
| 14  | Chéquia | A       | Tomáš Stráský          |

| N.º |            | Posição | Jogador        |
| --- | ---------- | ------- | -------------- |
| 15  | Chéquia    | D       | Jan Riegel     |
| 16  | Chéquia    | A       | Lubos Pecka    |
| 17  | Chéquia    | M       | Michal Rakovan |
| 18  | Brasil     | M       | Hudson         |
| 19  | Chéquia    | D       | Martin Leština |
| 21  | Eslováquia | M       | Peter Černák   |
| 22  | Sérvia     | D       | Borislav Simić |
| 23  | Croácia    | D       | Lovre Vulin    |
| 30  | Chéquia    | G       | Zdeněk Křížek  |
|     | Brasil     | M       | Sandro         |

## Títulos
O clube não possui nenhum título de relevância.